# Загубих тялото си
„Загубих тялото си“ (на френски: J'ai perdu mon corps) е френски трагикомичен анимационен филм от 2019 година на режисьора Жереми Клапен по негов сценарий в съавторство с Гийом Лоран, базиран на романа на Лоран Happy Hand (2006).
В центъра на сюжета е самотен младеж, обвиняващ се за ранната смърт на своите родители в автомобилна катастрофа, който започва неумело връзка с момиче, но губи ръката си в инцидент с дърводелска машина. Повечето събития са разказани ретроспективно в първо лице от името на отрязаната му ръка, която се събужда в лаборатория и тръгва из града да търси тялото си.
„Загубих тялото си“ получава награди „Сезар“ за анимационен филм и за филмова музика и е номиниран за „Оскар“ за анимационен филм.